# Magyar boglárka
A magyar boglárka (Iolana iolas) a boglárkalepkék (Lycaenidae) családjába tartozó lepkefaj. A Mediterráneumban, a Balkánon, Észak-Afrikában, Kis-Ázsiában, a Transzkaukázusban található meg. Kis kolóniákban él, az egyedek szívesen vándorolnak, ezért előfordulása alacsony sűrűségű. Magyarországon igen ritka, csak a Dunántúl igen meleg és száraz mészkőhegyeinek déli oldalain, erdős-sztyeppeken, karsztbokorerdők szegélyein, tisztásain fordul elő. Jelentős állományai élnek a Mecsekben, a Tubes–Misina–Tettye tömbben, bár a feketefenyő-telepítések károsították tápnövényeinek állományát, az építkezések pedig élőhelyeit veszélyeztetik. Fokozottan védett állat, természetvédelmi értéke 250 000 Ft.
Hernyója kizárólag a pukkanó dudafürtöt (és más Colutea-fajokat) fogyasztja. Az imágó is gyakran a pukkanó dudafürt virágaiból táplálkozik, levelein pihen vagy rejtőzik el a tűző nap elől.
Igen nagy termetű. A hím szárnyainak fesztávolsága 18–21 mm. A szárnyak színe egyszínű kék, finom fekete keretben a hím, szélesebb fekete keretben a nőstényeknél; a fonák hamuszürke, az elülsőn szemfoltok, a hátulsón fekete pöttyök találhatók. A kirepülés ideje földrajzi helytől függően május–június.